# Lee So-yeon
Lee So-yeon (kor. 이소연 ;ur. 19 lipca 1981) – południowokoreańska judoczka. Dwukrotna olimpijka. Zajęła siódme miejsce w Sydney 2000 i Atenach 2004, w wadze półciężkiej.
Brązowa medalistka mistrzostw świata w 2001. Wicemistrzyni igrzysk azjatyckich w 2006. Złota medalistka igrzysk Azji Wschodniej w 2001. Trzecia na mistrzostwach Azji w 1999 i 2003. Druga na uniwersjadzie w 2007 roku.

## Letnie Igrzyska Olimpijskie 2000
| Konkurencja | Rundy eliminacyjne | Rundy eliminacyjne    | Repasaże                  | Repasaże               | Klas. końcowa |
| Konkurencja | Przeciwnik I       | Przeciwnik II         | Przeciwnik I              | Przeciwnik II          | Miejsce       |
| ----------- | ------------------ | --------------------- | ------------------------- | ---------------------- | ------------- |
| 78 kg       | Uta Kühnen (GER) Z | Céline Lebrun (FRA) P | Esther San Miguel (ESP) Z | Simona Richter (ROU) P | 7.            |

## Letnie Igrzyska Olimpijskie 2004
| Konkurencja | Rundy eliminacyjne           | Repasaże                 | Repasaże               | Repasaże                | Klas. końcowa |
| Konkurencja | Przeciwnik I                 | Przeciwnik I             | Przeciwnik II          | Przeciwnik III          | Miejsce       |
| ----------- | ---------------------------- | ------------------------ | ---------------------- | ----------------------- | ------------- |
| 78 kg       | Anastasija Matrosowa (UKR) P | Warwara Akritidu (GRE) Z | Rachel Wilding (GBR) Z | Yurisel Laborde (CUB) P | 7.            |